# Luna (Apayao)
Pour les articles homonymes, voir Luna.
Luna est une municipalité de la province d’Apayao, au nord de l’île philippine de Luçon.